# 35 (tal)
35 er et ulige heltal og det naturlige tal, som kommer efter 34 og efterfølges af 36.

## Matematik
- 35 er et semiprimtal
- Det 35. fibonacci tal 9227465, har tværsum 35.
- Summen af de første to primtals kubik værdier. 23 + 33 = 35.
- 35 er antallet af hexominoer, polyominoer sammensat af 6 kvadrater.

## Andet
- 35 er atomnummeret på grundstoffet Brom.
- TAXA 4x35 er Københavns ældste og største taxifirma der blev grundlagt i 1909, hvis telefon nr. 35353535.

- Wikimedia Commons har flere filer relateret til 35 (tal)

| Matematik | Spire Denne artikel om matematik er en spire som bør udbygges. Du er velkommen til at hjælpe Wikipedia ved at udvide den. |